# Llamas de la Ribera
Llamas de la Ribera est une commune d'Espagne dans la province de León, communauté autonome de Castille-et-León. Elle s'étend sur 59,88 km2 et comptait environ 885 habitants en 2015.